# Ajalvir

Término municipal de Ajalvir.

Ajalvir là một đô thị trong Cộng đồng Madrid, Tây Ban Nha. Đô thị Torrejón de Velasco có diện tích 19,62 km², dân số theo điều tra năm 2010 của Viện thống kê quốc gia Tây Ban Nha là 3558 người. Đô thị Torrejón de Velasco nằm ở khu vực có độ cao 647 mét trên mực nước biển. Cự ly so với Madrid là 26 km.